# 千金戀人
《千金戀人》是日本漫畫家持田秋的作品。於集英社2005年『りぼん5月號 - 7月號』的漫畫，2005年5月號開始連載。

## 故事簡介
時枝嘉蓮是一個住在德國的千金小姐，父親是日本人，母親是德國人，有一天，他的父母決定在她十六歲生日時送他一份生日禮物，而他的願望是去日本，衷心期盼能在父母的定情之國遇到真命天子，並且借住在父親的友人朱瀨伯伯家，終於抵達日本了，但他的行李箱卻不小心掉到大馬路上，為了拯救行李箱，差點踩空，所幸一位男子在千鈞一发的時刻拉了他一把，但口氣十分惡劣，讓嘉蓮十分不認同，沒想到，那名男子竟然是朱瀨伯伯的二兒子—真琴，而且還是在同一個班上，在一次煙火表演，嘉連向真琴表白，但真琴卻不為所動，之後嘉蓮就和真琴比一場籃球，如果真琴輸了，就必須聽嘉連的真心話，終於嘉連贏了，但卻在這時，真琴也表達了自己的感情，之前的冷淡是為了避免離開時的難分難捨，最後嘉連的回國日終於到來，得到了一個易壞的驚喜，就是嘉連的父母答應讓她長住在日本，一生一世的戀愛對象是真琴。

## 登場角色

### 主要角色
- 時枝嘉蓮，家境富裕的千金大小姐。
- 朱賴真琴，嘉蓮暗戀的對象，後來也喜歡上嘉蓮。

### 其他角色
- 伊勢栞，真琴的前女友，還喜歡真琴
- 朱瀨伯伯
- 真琴的父親
- 朱瀨伯母
- 真琴的母親
- 朱瀨雅樹
- 真琴的哥哥
- 朱瀨圓
- 真琴的弟弟